# Elviña-Universidade
Elviña-Universidad (w języku galicyjskim, oficjalnie według Adif, Elviña-Universidade) – przystanek kolejowy w hiszpańskiej miejscowości A Coruña, należącej do wspólnoty autonomicznej Galicja. Obsługuje Universidade da Coruña oraz mieszkańców Elviñi.
Oficjalnie otwarty w październiku 2002 roku, przystanek oferuje usługi średniego zasięgu (Media Distancia) realizowane przez Renfe.

## Położenie kolejowe
Stacja znajduje się w kilometrze 548,405 linii kolejowej o rozstawie iberyjskim León-La Coruña, między stacjami La Coruña i El Burgo-Santiago. Odcinek ten jest jednotorowy i niezelektryfikowany.

## Stacja
Stację oficjalnie otwarto w październiku 2002 roku, choć do użytku została oddana dopiero w lipcu 2003 roku. Została zbudowana głównie w celu obsługi Universidade da Coruña. Powstał w tym celu prosty przystanek kolejowy z zadaszeniem i peronem o długości 150 metrów. Do peronu prowadzi pojedynczy tor. Całkowity koszt inwestycji wyniósł 480 000 euro.